# Askola
Askola es un municipio rural de Finlandia, con 4,847 habitantes en 2022. Está situado en la región de Uusimaa. Está a 66 kilómetros al noreste de la capital de Finlandia, Helsinki, ya 21 kilómetros al norte de Porvoo. Los dos pueblos más grandes del municipio son Monninkylä y Askola.

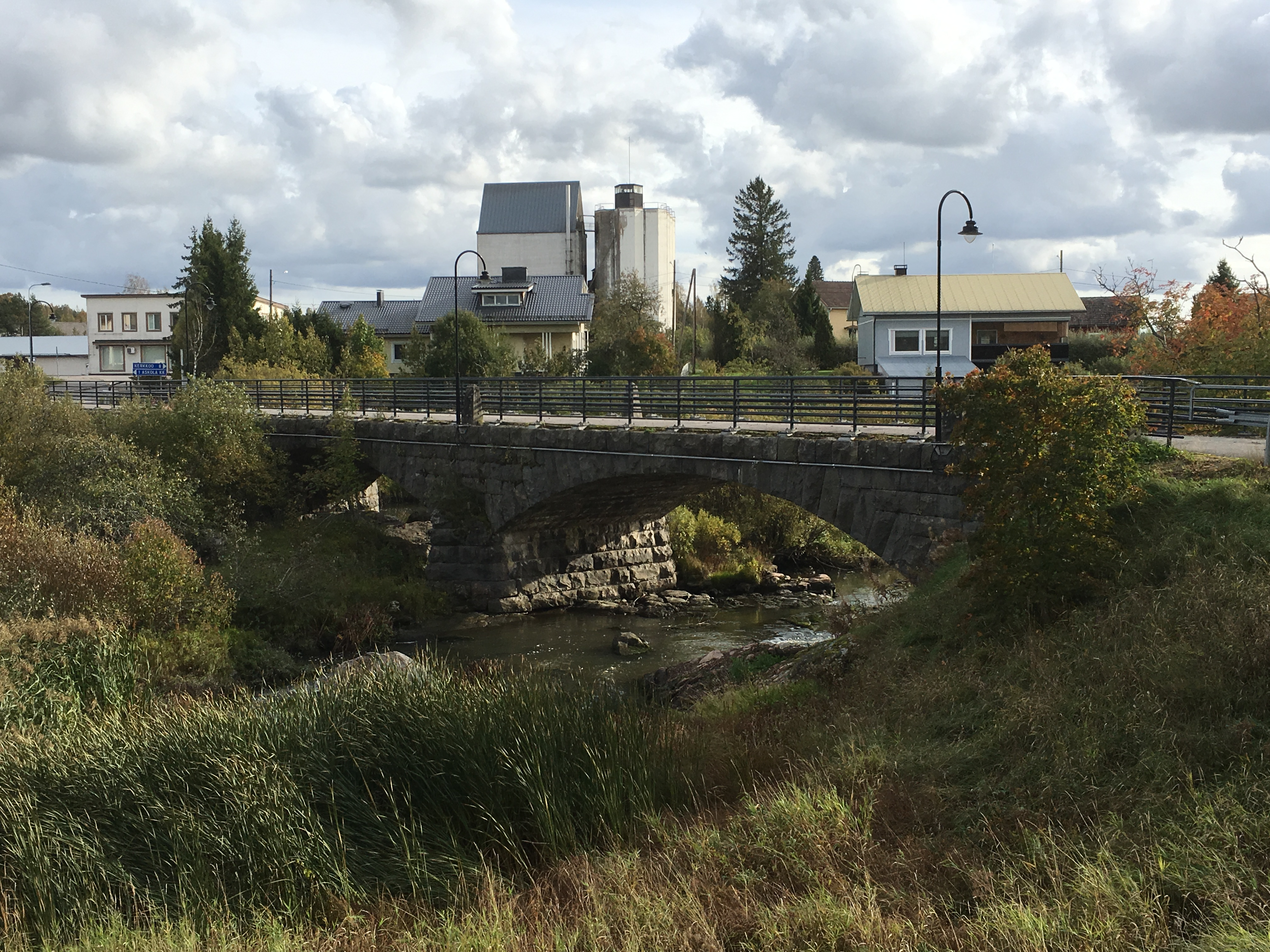
El pueblo de Vakkola.

Es conocido por ser el lugar de nacimiento del escritor Johannes Linnankoski.